# الأرض الوسطى
هذه الصفحة تتكلم عن المنطقة في كتابات تولكين، أما عن الموجودة في الميثولوجيا النوردية انظر مدكارد
الأرض الوسطى (بالإنجليزية: Middle-earth)‏ هي المكان الذي تدور فيه أغلب روايات ج. ر. ر. تولكين. يصفها تولكين بأنّها تقع في أرضنا هذه ولكن في ماضي افتراضي بعيد قبل بدء التاريخ.
تاريخ الأرض الوسطي ينقسم إلى عدّة عصور. تقع أحداث روايتي الهوبيت وسيد الخواتم عند نهاية العصر الثالث.

## حجر الأركنستون
حجر الأركنستون سماه ثرور بـجوهرة الملك، الأركنستون يُعرف أيضًا بـقلب الجبل، الأركنستون يمتص كل الضوء المسلَّط عليه وهو غاية في الجمال وهو الحجر الذي قد ينتمي للجواهر الثلاث سلمارل والتي تلعب دورًا محوريًّا في قصص ج. ر. ر. تولكين عن تكوُّن البشر والجن والأقزام.
عند هجوم التنين سمَوْغ أراد الملك ثرور المحافظة على كنز الأقزام الثمين الأركنستون إلَّا أن سمَوْغ باغته فسقط حجر الأركنستون منه فأراد ثرور الإمساك به إلَّا أن ثورين أمسك بجده قبل أن يفتك التنين به
عند قتل التنين قام ثورين مع رفاقه الأقزام بالبحث عن حجر الأركنستون إلَّا أنَّهم لم يعلموا بأن الحجر مخبَّأ لدى بيلبو وعندما رفض ثورين تقاسم ثروة إيربور مع الجني ثراندويل وعند مخالفة بيلبو لرأي ثورين وبعد نقاش دار بينهما طُرد بيلبو باجنز خارج الجبل الوحيد فأخذ الأركنستون إلى الجن
وبعد أن أتت الحرب وأُصيب ثورين بجراحٍ عميقة سبَّبت موته وقُتل معه فيلي وكيلي
دُفن الأركنستون مع ثورين

## اللغة السوداء
اللغة السوداء أنشأها سيد الظلام ساورون في موردور ليتحدث هو وجميع أتباعه بلغة واحدة ولكي تمحو بعض اللغات كالأوركية ولذلك يتحدث الأورك مع بعضهم البعض باللغة السوداء فاللغة الأوركية قد انقرضَت
هناك إشارة في روايات ج. ر. ر. تولكين بتواجد لغات كثيرة في الأرض الوسطى (مثل: كيرث إيثيل وهي الأبجدية الرونية، والتي أشير إليها بأنَّها كانت تُستخدم في لغة الأقزام القديمة) ولكن جميع هذه اللغات انقرضَت تقريبًا إلَّا أن بعض الناس القلائل يُتقنها (مثل: السيد إلروند) واللغات المعروفة في الأرض الوسطى هم ثلاث لغات فقط:
- اللغة السوداء (يستخدمها الأورك غالبًا)
- اللغة العادية (هي التي يتحدث بها الغالبيَّة وهي اللغة التي نتحدث بها أو اللغة التي تُترجم لنا وهي في الغالب اللغة الإنجليزية)
- اللغة الجنِّيَّة (يستخدمها الجن ويُتقنها البعض)

## الجماعات التي ظهرت
| جماعة/قوم. | نبذة. |
| ---------- | --- |
| الأقزام    | قوم يُعرفون بِقِصر قاماتهم ولكن ليس بفرق كبير عن الأقوام الآخرين ومن أهم أعمالهم التنقيب عن الحجارة الثمينة.             |
| الهوبيت    | قوم يُعرفون بِقصر قاماتهم وأحجامهم كالأقزام ولكن أعضاءَهم تكون أصغر من أعضاء الأقزام.                                    |
| الجن       | قوم معتدلو الحجم يشبهون البشر تمامًا ولكن ما يميِّزُهم عن البشر هو آذانهم المدبَّبة.                                        |
| الأورك     | قوم متشوِّهون وأشكالهم غير حسنة وهم معتدلو الحجم.                                                                       |
| الغوبلن    | مخلوقات تعيش في أعماق جبال الضباب، أكثر تشوُّهًا من الأورك ولا يحتملون ضوء النهار، يتميَّزون عن الأورك بلون بشرتهم الفاتح. |
| الوارغ     | وحوش مستذئِبة عملاقة، تُستعمل في الحروب من قِبل الأورك، موطنها الأصلي إيزنجارد وموردور.                                  |
| روسغوبيل   | أرانب سريعة يستخدمها راداغاست.                                                                                        |
| الغيلان    | مخلوقات ضخمة، تُعرف بغبائها                                                                                            |

## المناطق
- ديل.
- إيربور: معقل ثرور وهي مملكة تقع في أقصى الشرق استوطنها الأقزام منذ القدم، أهمّ معالمها الجبل الوحيد الذي يعتبر قلعة الملك.
- ساكفيل.
- غابة إيست فراذينج.
- بري.
- إيريد لوين: هي نفسها منطقة الجبال الزرقاء التي فرَّ إليها الأقزام بقيادة الأمير ثورين بعد طردهم من مملكتهم إيربور ، تقع نحو الغرب قليلًا منها.
- التلال الحديدية: منطقة يستوطنها الأقزام، تقع على الشمال والشرق من إيربور، اكتسبت اسمها من غناها بالحديد، فصارت تُعرف أيضا بمقاتليها الأشداء، يحكمها دين قريب ثورين.
- الشاير: مقاطعة يسكنها الهوبيت وتُزال من الأحداث وهي تقع في الشمال الغربي من القارة.
- جبل الضفادع.
- موريا: تُعرف أيضا بـخازام دوم، أقدم ممالك الأقزام، بناها زعيم الأقزام دورين تحت الجبل الرئيسي في سلسلة جبال الضباب، سكنها الأقزام ونقَّبوا فيها عميقًا عن حجارة «الميثريل» حتى أيقظوا المخلوق بالروغ الذي دمّرها، فأخلاها الأقزام وهجروها.
- الوادي المخفي.
- إيتنمور: المنطقة التي جاء منها الغيلان.
- غوندولين.
- الغابة الخضراء: غابة توجد بها القلعة القديمة حيث يسكن مستحضر الأرواح.
- دول غولدور: معناها هضبة السحر الأسود، كانت قلعة شخصية لـسيد الظلام يمارس فيها سحره الأسود تحت اسم مستحضر الأرواح.
- وادي إيملادريس : يُعرف باسم محلي ريفنديل.
- غوندولين.
- الطريق الشرقي العظيم.
- موردور: معقل ساورون سيد الظلام، اختارها لأنها تتشكل أساسًا من جبال بركانية شاهقة، أغلب أراضيها بور يغطيها الغبار البركاني الناتج عن بركان جبل الهلاك وهناك صُنع خاتم القوة.
- أنغمار : هي المملكة التي أسَّسها الملك الساحر في الشمال ليُضعف قوَّة مملكة البشر في الشمال أرنور.
- رودور : مملكة نشأت بعد تفكك المملكة العظيمة أرنور إلى ثلاثة ممالك، وتعتبر رودور أصغرها. يسكنها البشر والهوبيت والجن.
- نهر بروينن.

## السيوف
| سيف       | نبذة |
| --------- | --- |
| أوركريست  | سيف من صُنع الجن السامين في الغرب ويُعرف بـجزار الغوبلن. |
| غلامدرينغ | سيف ملك غوندولين ويُعرف بـقاهر المطارق. |
| ستينج     | سيف من صُنع الجن يضيء باللون الأزرق عندما يتواجد الأورك أو الغوبلن على مقربَةٍ من السيف وهو ربما لا يكون سيف قتال بحسب كلام بالين فهو ربما يكون سكينًا لفتح الرسائل بسبب حجمه وسيتبيَّن أن اسمه ستينج فيما بعد.                                                         |
| مورغول    | سيف سحري يحمله فرسان أشباح الخاتم، كل من يُطعن به يتحوَّل إلى شبح مثلهم بينما يندثر السيف إلى غبار. وكلمة مور - غول تعني السحر الأسود. جميع الممالِك التي سقطت تحت سلطة أشباح الخاتم غُيِّر اسمها ليتضمَّن الكلمة، مثل مملكة البشر ميناس إيثيل التي تحوّلت لـ ميناس مورغول. |

## الألغاز
عندما اعتُقِل الأقزام في بلدة الغوبلن، الغوبلن لم ينتبهوا جميعهم إلى بيلبو ما عدا أحد الغوبلن انتبه لـبيلبو عندما جاء له الغوبلن وبعد ابتعاد جميع الغوبلن الآخرين، بيلبو شَهر سيفه المضيء فهاجمه الغوبلن وبيلبو لم يستطع مهاجمته فسقط الاثنان لأسفل بلدة الغوبلن. وهناك شاهد بيلبو باجنز غولوم يأكل الغوبلن، عندها رأى غولوم بيلبو وبعد مناقشة طويلة اتفقا على التالي «سيلعبان لعبة ألغاز. إذا فاز بيلبو، غولوم سيدلُّه على طريق الخروج وإذا خسر بيلبو، غولوم سيأكله كلَّه!».
باجنز بدأ بطرح اللغز الأول «ثلاثون خيلًا بيضاء على تلة حمراء أولًا يسقطون، وثم الأثر يتركون وبعد ذلك يسكنون» فأجاب غولوم «الأسنان»
بعدها غولوم طَرح اللغز «تبكي، بلا صوت ترفرف بلا أجنحة تعض بلا أسنان تُتمتم بلا أفواه» فأجاب باجنز «الرياح»
باجنز طَرح اللغز التالي «صندوق بلا زوايا، وبلا مفتاح يخبِّئ كنزًا ذهبيًّا» فأجاب غولوم «البيض»
بعد ذلك طَرح غولوم اللغز التالي «جميع الأشياء تتوقف بدونه الطيور، والوحوش، والأشجار، والأزهار يسلخ الحديد، يقضم الفولاذ يسحق الصخور إلى فتات» فأجاب باجنز «الزمن»

## النبوءة
ما شجَّع الأقزام على استعادة ديارهم هي نبوءتهم «عندما تعود الطيور إلى إيربور عهد الوحش سينتهي» وكانت النبوءة تُشير إلى عوْدة الغربان

## المصطلحات
| المصطلح           | الشرح |
| ----------------- | --- |
| المعركة الرعدية   | هي ما يُطلق على التقاء عاصفتين رعديّتين في سماء واحدة. في أول نسخة من الرواية كانت عبارة عن قتال ضاري بين عمالقة الصخور، وتم اعتبار الأمر طفوليًّا للغاية، فغُيرت المعركة لتصبح هبوب عاصفتين في وقت واحد، مع الاحتفاظ بالاسم كما هو. |
| آل باجنز وآل توك  | بيلبو باجنز هو ابن بانجو باجنز وبيلادونا توك. آل باجنز يشتهرون بعشقهم للراحة والطعام بينما يشتهر آل توك بالطيش وحب المغامرة. |
| ملك ما أسفل الجبل | تعبير يُطلق على القزم ملك الجبل الوحيد من مملكة إيربور، ويعتبر كذلك ملكًا على جميع أقزام نسل دورين. |